# Busboykotten i Montgomery
Busboykotten i Montgomery var en koordineret boykot af de offentlige busser i byen Montgomery i Alabama, USA, der startede i december i 1955 og som sluttede over et år senere. Boykotten gjorde oprør mod raceadskillelsen i bussystemet, hvor hvide og sorte borgere ikke måtte sidde sammen og hvor hvide fik en bedre behandling end deres sorte medborgere. Boykotten var en skelsættende begivenhed i den amerikanske borgerrettighedsbevægelses historie. Det hele startede d. 1. december 1955, da Rosa Parks, en sort amerikansk kvinde, blev anholdt for ikke at ville overgive sin plads til en hvid person, selvom buschaufføren sagde, at det skulle hun. Derfor endte Parks med at blive anholdt og kort derefter besluttede en gruppe af fremtrædende sorte borgere i Montgomery sig for at protestere over denne forskelsbehandling og arrangerede derfor en boykot af busvæsnet. I første omgang var det planen, at boykotten kun skulle vare en enkelt dag, men boykotten endte først d. 20. december 1956 - over et år senere.

## Raceadskillelsens karakter
Raceadskillelsen i busserne i Montgomery fungerede således, at de hvide passagerer steg på busserne i den forreste ende af bussen, hvorimod sorte passagerer steg på i bagenden. Så skulle bussen så fyldes op fra hver sin ende af, så de hvide sad i forenden og de sorte sad i bagenden. Det kunne de så gøre, så længe der var ledige sæder. Men hvis en sort person så steg på bussen, hvor alle sæder var optaget, så skulle han stå op, men en hvis en hvid person steg på en fyldt bus, skulle dé sorte passagerer, der sad nærmest de hvide i bussen, opgive deres plads og hele den sæderække, som de sad på, så hvide og sorte passagerer ikke kom til at sidde ved siden af hinanden.

## Boykotten
Rosa Parks var syerske, aktiv i lokalt arbejde for borgerrettigheder for sorte amerikanere og arbejdede derudover med sorte kvinder der var blevet udsat for voldtægt. Det var vigtigt for borgerrettighedsbevægelsen, at medierne ikke vil kunne sætte en finger på Parks, da dette vil kunne påvirke kampagnen negativt. Natten efter hun var blevet anholdt, lavede lokale aktivister 50.000 løbesedler, der opfordrede til én dags boykot d. 5. december. En tredjedel af Montgomerys befolkning var sort under boykotten kørte busserne således stort set uden sorte passagerer, hvilket var hårdt økonomisk set for busselskaberne, da sorte borgere normalvis udgjorde ca. 75 % af passagererne. Sagen endte også med at komme i medierne og allerede d. 4. juni 1956 dømte den føderale byret, at Alabamas raceadskilte busser var i strid med den amerikanske forfatning. Denne dom blev dog appeleret, hvilket gjorde, at busserne forblev raceadskilte, og boykotten fortsatte derfor også. Den 13. november 1956 stadfæstede Højesteretten så byrettens dom, hvilket førte til, at byen udformede en bekendtgørelse, der tillod sorte buspassagerer til at sidde stort set, hvor de ønskede. Bystyret prøvede en sidste appel, der blev afsluttet d. 17.december. Boykotten sluttede officielt d. 20. december 1956, efter 381 dage som en "triumf for bevægelsen."

## Betydning
Retten fastslog i sagen Browder v. Gayle, at praksissen med raceadskilte busser var forfatningsstridig og boykotten endte med at fungere som et startskud for den amerikanske borgerrettighedsbevægelses stigende indflydelse i 1950'erne og 1960'erne erne. Den var samtidig Martin Luther Kings første store sag i medierne. Bevægelsen havde således fået sig en vigtig leder. Senere udtalte Eldridge Cleaver, om hvordan boykotten kom til at indvarsle en ny tid i borgerrettighedskampen, at "[e]t eller andet sted i universet var der noget i maskineriet, der skiftede gear." Det var første gang, at en græsrodsbevægelse havde opnået en sejr over Jim Crow-systemet.

## Claudette Colvin
I marts 1955 nægtede en 15-årig skolepige ved navn Claudette Colvin under en bustur i Alabamas hovedstad Montgomery at give sit bussæde til en hvid mand, hvilket var en overtrædelse af Jim Crow-lovene, som på den tid i de amerikanske sydstater påbød apartheid. King sad i komiteen for Birminghams afroamerikanske samfund, som undersøgte hændelsen. Da Colvin var gravid og ugift besluttede man at undlade at forfølge hændelsen, men vente til der dukkede en bedre sag op. Lederne i det lokale sorte miljø ønskede at udfordre Jim Crow-systemet og raceadskillelsen i de offentlige busser, men de vurderede, at mediedækningen af en sådan protest ville gøre, at personen skulle have en "pletfri" baggrund ift. samtidens moralske orden.

## Eksterne kilder og henvisninger
- Montgomery Bus Boycott (Dec 5, 1955 — Dec 21, 1956) på Civil Rights Movement Veterans websted